# Iacob cel Drept
Iacob cel Drept (n. secolul I d.Hr., Nazaret, Districtul de Nord, Israel – d. 62 d.Hr., Ierusalim, Palestina romană⁠(d)), cunoscut de asemenea sub numele Iacob, Ruda Domnului, Iacob din Ierusalim sau Iacob, Fratele Domnului, a fost o figură importantă în creștinismul timpuriu. Conform evangheliilor după Marcu și după Matei, Iacob cel Drept a fost un frate al lui Isus din Nazaret (Evanghelia după Marcu 6:3; Evanghelia după Matei 13:55).
Enciclopedia catolică conchide pe baza informațiilor lui Hegesippus că este posibil să fie Iacob cel Tânăr (apostol).

## Sărbători
- Sfântul Sfințit Mucenic și Apostol Iacob este prăznuit pe 23 octombrie; iar pe 26 decembrie și pe 30 decembrie, împreună cu regele David și Sfântul Iosif; iar în 4 ianuarie împreună cu cei 70 de Apostoli.